# Dornier Flugzeugwerke
Dornier Flugzeugwerke je bilo nemško letalsko podjetje, ki ga je leta 1914 v Friedrichshafnu ustanovil Claudius Dornier.

## Dornierova letala
Pred 1930:
- Dornier Do J (Wal)
- Dornier Do Y
- Dornier Y
- Dornier P
- Dornier Do X

1930-1945
- Dornier Do 10
- Dornier Do 11
- Dornier Do 12
- Dornier Do 13
- Dornier Do 14
- Dornier Do 15
- Dornier Do 16
- Dornier Do 17
- Dornier Do 18
- Dornier Do 19
- Dornier Do 22
- Dornier Do 23
- Dornier Do 24
- Dornier Do 26
- Dornier Do 29

- Dornier Do 212
- Dornier Do 214
- Dornier Do 215
- Dornier Do 216
- Dornier Do 217
- Dornier Do 247
- Dornier Do 317
- Dornier Do 335
- Dornier Do-X

1945-danes
- Dornier Do 25
- Dornier Do 27
- Dornier Do 28
- Dornier Do 31
- Dornier Do 32
- Dornier Do 128
- Dornier 228
- Dornier Do 231
- Dornier 328
- Dornier 328Jet
- Dornier 528
- Dornier 728
- Dornier 928
- Dassault-Breguet/Dornier Alpha Jet